# Hof ten Broecke

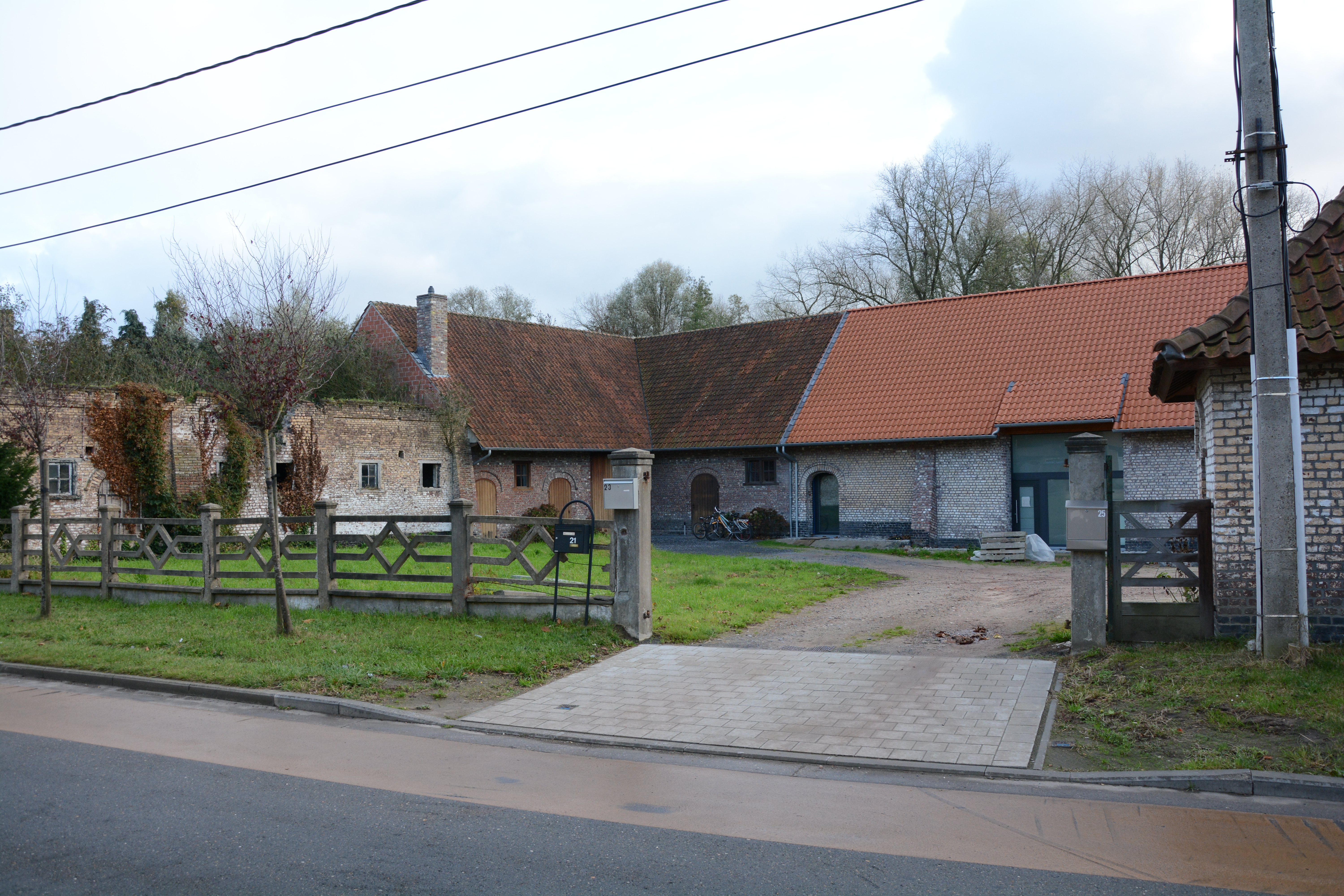
Hof ten Broecke

Het Hof ten Broecke is een historische boerderij in de tot de gemeente Gent behorende plaats Afsnee, gelegen aan Broekkantstraat 19-25.

## Geschiedenis
De geschiedenis van het goed voert terug tot 1359, toen het verkocht werd aan de Sint-Pietersabdij te Gent. Tot 1925 was de site nog omgracht.
Omstreeks 1925 was Joris de Hemptinne de eigenaar. Hij breidde het woonhuis, dat uit de 17e eeuw stamt, uit met twee traveeën en ook liet hij de L-vormige stallen en het melkhuisje bouwen. Het interieur van het woonhuis bevat nog een oude haard en balklaag.
Ook werden omstreeks 1925 nog enkele landarbeidershuisjes bijgebouwd.